# Brug 1826
Brug 1826 is een bouwkundig kunstwerk in de Anderlechtlaan, Amsterdam Nieuw-West.
Ter plaatste lag de rechte kruising tussen de Sloterweg en Geer Ban. Die laatste was een geplande stadsautoweg die het verkeer moest leiden vanuit de tuinsteden Osdorp en Slotervaart richting de Rijksweg 4 (Oude en Nieuwe Haagseweg). Vanwege gescheiden verkeersstromen zou de weg nabij de Sloterweg dan ook op een dijklichaam geplaatst worden met een viaduct over de Sloterweg. Zover kwam het echter nooit. Tot diep in de jaren tachtig lag de Geer Ban als verbinding naar de Haagseweg op maaiveldniveau met aan de ene kant kas- en tuinbouwgebied en aan de andere kant het ongebruikte dijklichaam. 
Eind jaren tachtig was er voor de lokale ontsluiting richting die Haagseweg een andere indeling nodig; de wijk Nieuw Sloten zou voor meer verkeer zorgen en dit zou ten koste moeten gaan van bijvoorbeeld de Sportpark Sloten. Ook dat ging niet door, maar het aangezicht van de kruising veranderde aanmerkelijk en eigenlijk meer door de waterhuishouding dan door het verkeer. Vanwege die waterhuishouding, waarbij twee waterpeilen golden, kreeg een meer annex vijver in de noordoostelijke hoek van de kruising een even zo grote vijver/bekken aan de noordwesthoek. Vanwege de twee waterpeilen kwam er een dam, die de toepasselijke naam Peilscheidingskade kreeg. Beide bassins kregen tussen de Sloterweg en de Peilscheidingskade ter bescherming van de Anderlechtlaan een keermuur van beton en stalen damwanden. Vermoedelijk ligt er onder die afsluiting een duiker, maar die ligt dan onder het wateroppervlak. Aansluitend op deze dam met weg liggen er twee bruggen over het smalle water ten noorden van de Peilscheidingskade. Beide bruggen zijn circa negen meter lang. De oostelijke brug is vanwege de combinatie rijdek en voet/fietspad twintig meter breed, de westelijke (zonder fietspad) tien. Voor de verbinding tussen de Anderlechtlaan en het voetpad op de Peilscheidingskade werden twee voetbruggen gebouwd. 
Rond 2015 werd er een traject voorgesteld waarbij tussen beide brugdelen een nieuwe brug voor de bussen van de Westtangent geplaatst zou worden. Dat is tot (nog) 2023 niet als zodanig uitgevoerd.
Ten zuiden van de brug staat het opvallende artistieke kunstwerk Vlindermolen van Herman Makkink.   

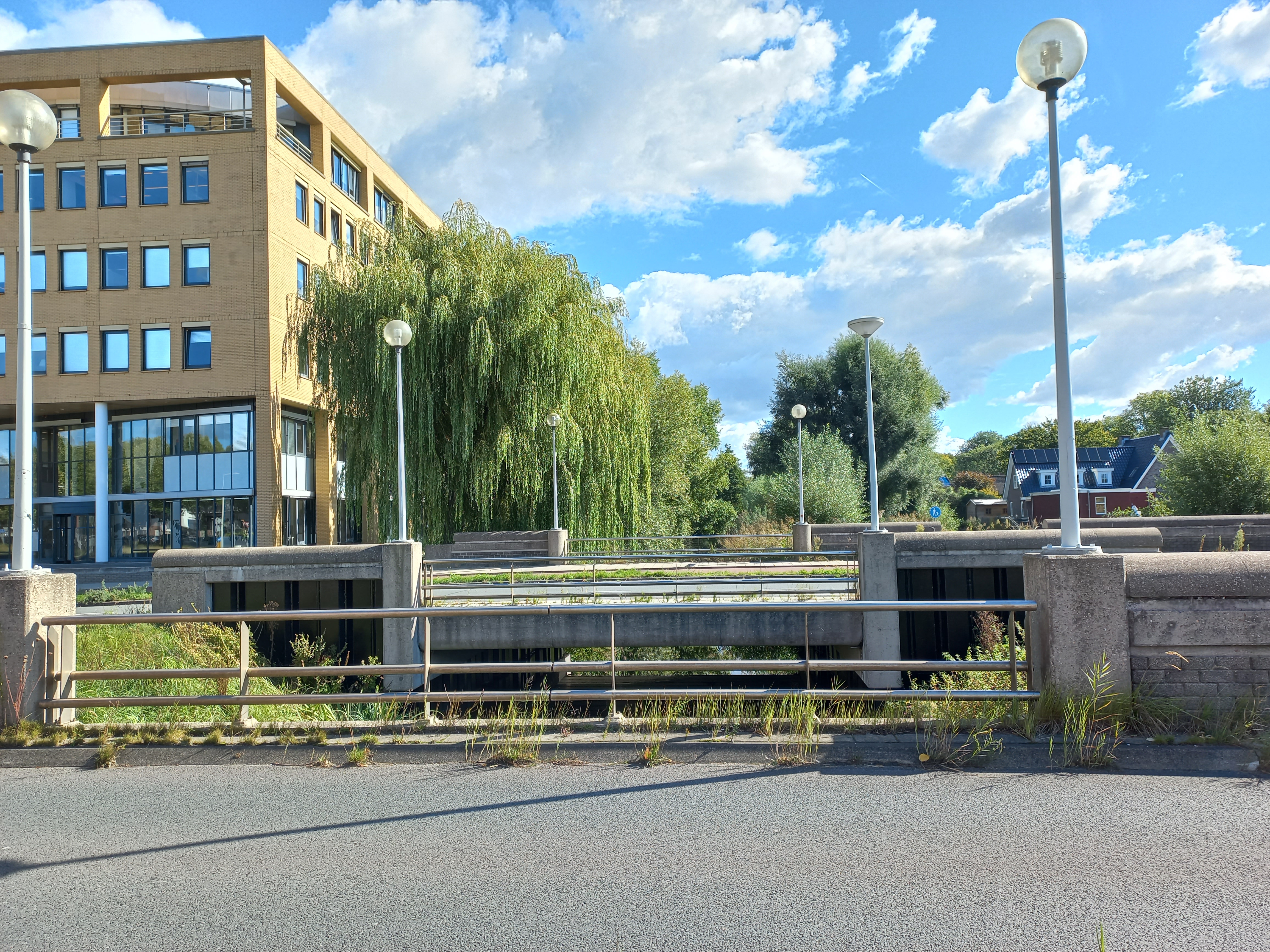
Gezicht vanaf de westelijke over de oostelijke brug (september 2022)

<<< · 1800 · 1801 · 1802 · 1803 · 1804 · 1805 · 1806 · 1807 · 1808 · 1809 ·  1810 · 1811 · 1812 · 1813 · 1814 · 1815 · 1816 · 1818 · 1819 · 1820 · 1821 · 1822 · 1823 · 1824 · 1826 · 1827 · 1828 · 1829 · 1830 · 1831 · 1832 · 1833 · 1834 · 1835 · 1836 · 1837 · 1838 · 1839 · 1840 · 1841 · 1842 · 1843 · 1844 · 1845 · 1846 · 1847 · 1848 · 1849 · 1850 · 1851 · 1852 · 1853 · 1854 · 1855 · 1856 · 1857 · 1858 · 1859 · 1860 · 1861 · 1862 · 1863 · 1864 · 1865 · 1866 · 1867 · 1868 · 1869 ·  1870 · 1871 · 1872 · 1873 · 1874 · 1875 · 1876 · 1877 · 1879 ·  1880 · 1881 · 1882 · 1883 · 1884 · 1885 · 1886 · 1888 · 1889 · 1890 · 1891 · 1892 · 1893 · 1894 · 1895 · 1896 · 1897 · 1898 · 1899 · >>>
Brugnummers 1817, Brug 1819, 1820, 1825, 1878, 1887  zijn niet (meer) vergeven.